# شيري سانت كلير
شيري سانت كلير (بالإنجليزية: Sheri St. Claire)‏;(مواليد 17 أبريل 1957), مُمثِلة إباحية مُتقاعدة, كَما إنها عضوة في «List of members of the AVN Hall of Fame» وَلديها أكثر من 103 فيلم إباحي, دخلت مجال الأفلام الإباحية عام 1983 وهي في سن 26 ولَمع نجمها خلال حقبة الثمانينات من القرن العشرين واعتزلت في بداية التسعينيات وتعيش حالياً في لوس أنجلوس.

## الجوائز
- (1985) جائزة أفضل ممثلة مُساعدة عن فيلم «Corporate Assets».
- (1986) جائزة أفضل ممثلة عن فيلم «Corporate Assets».[3]

## أفلامها
أشهر أفلامها:
- Greek Mistress (1990).
- Backdoor Bonanza 9 (1989).
- Deep Inside Trading (1987).
- Star Cuts 25: Sheri St. Claire (1986).
- Between the Cheeks (1985).
- Corporate Assets (1985).
- Lust in the Fast Lane (1984).

## وصلات خارجية
- شيري سانت كلير على موقع IMDb (الإنجليزية)
- شيري سانت كلير على موقع قاعدة بيانات الفيلم (الإنجليزية)
- شيري سانت كلير على موقع كينوبويسك (الروسية)
- شيري سانت كلير في قاعدة بيانات الأفلام على الإنترنت.